# Robert Young Hayne

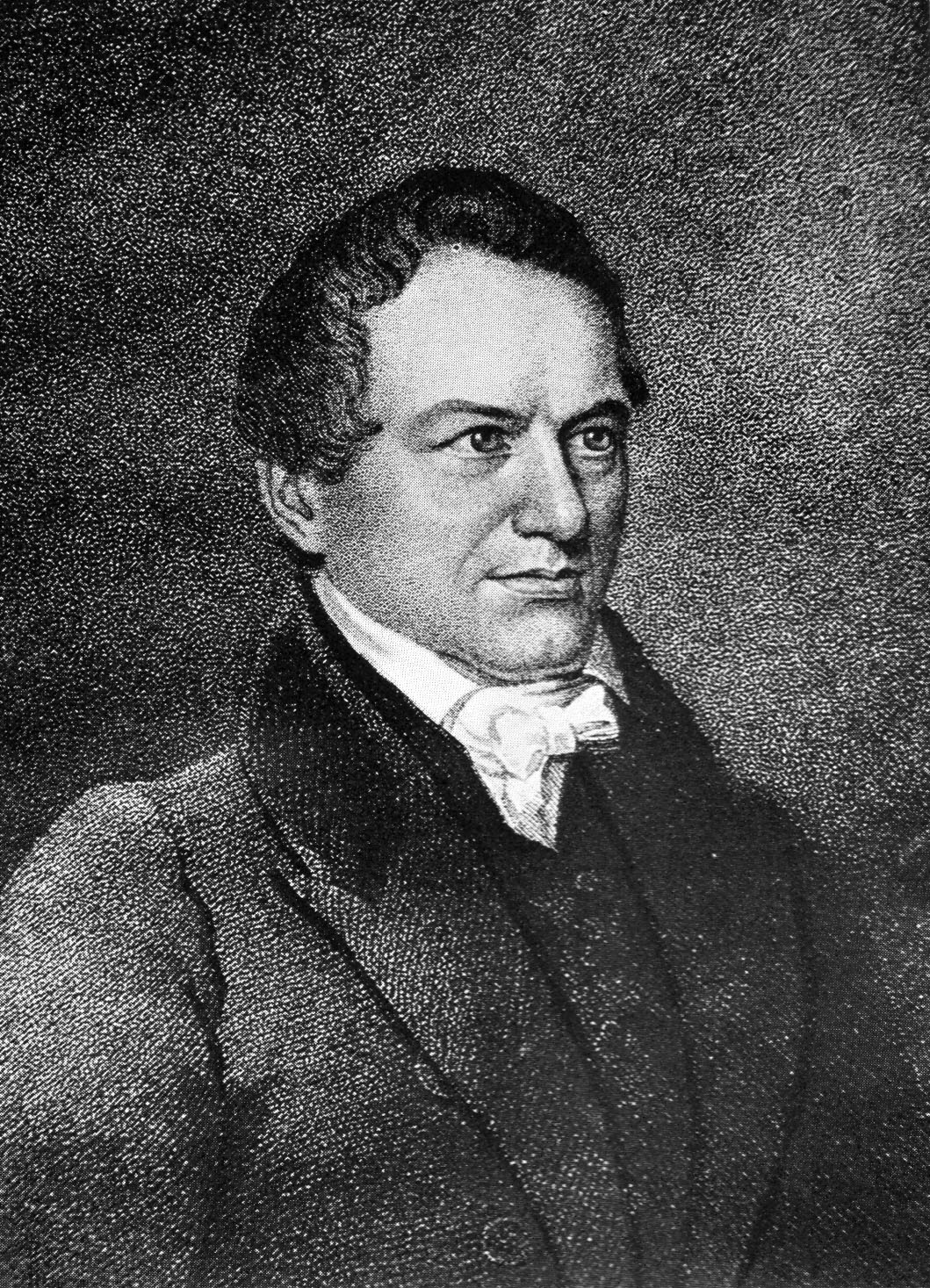
Robert Young Hayne

Robert Young Hayne (*  10. November 1791 in St. Paul’s Parish, South Carolina; † 24. September 1839 in Asheville, North Carolina) war ein US-amerikanischer Politiker und von 1832 bis 1834 Gouverneur von South Carolina. Diesen Bundesstaat vertrat er außerdem im US-Senat.

## Frühe Jahre und politischer Aufstieg
Robert Hayne wurde zunächst privat unterrichtet und studierte anschließend Jura. Im Jahr 1812 wurde er als Rechtsanwalt zugelassen. Im Krieg von 1812 diente er in verschiedenen Einheiten und stieg bis zum Hauptmann auf. Sein politischer Aufstieg begann mit seiner Wahl in das Repräsentantenhaus von South Carolina im Jahr 1814. Dieses Mandat behielt er bis 1818, während des letzten Jahres war er Speaker des Hauses. Von 1818 bis 1822 fungierte er als Attorney General von South Carolina. Die folgenden zehn Jahre bis zum Jahr 1832 war er als Vertreter verschiedener Parteien Senator im Kongress in Washington, D.C. Dort war er Vorsitzender des Marineausschusses. Bemerkenswert ist auch seine Grundsatzdebatte mit Daniel Webster um Schutzzölle und die Rechte der Einzelstaaten. Diese Debatte fand im Januar 1830 vor dem Hintergrund der aufkommenden Nullifikationskrise in South Carolina statt.

## Gouverneur von South Carolina
Ende 1832 wurde Hayne vom Staatsparlament als Nachfolger von James Hamilton Jr. zum Gouverneur gewählt. Er trat sein neues Amt am 13. Dezember 1832 an. Zum Zeitpunkt seines Amtsantritts war die Nullifikationskrise auf dem Höhepunkt. Hayne war wie sein Vorgänger von der Richtigkeit der Haltung South Carolinas überzeugt. Er stand voll hinter dem Beschluss, das Schutzzollgesetz des Bundes von 1832 für South Carolina außer Kraft zu setzen. Er rief etwa 10.000 Mann zu den Waffen, um einer möglichen Invasion durch Bundestruppen begegnen zu können. Präsident Andrew Jackson war seinerseits ebenfalls zu einem Waffengang bereit. Die Frage eines Austritts aus der Union wurde in South Carolina ernsthaft diskutiert; allerdings fanden sich keine weiteren Südstaaten, die sich einem solchen Vorhaben anschließen wollten. Die Krise wurde schließlich durch einen Kompromiss von Henry Clay beigelegt. Das Problem existierte aber unterschwellig weiter und wurde später, während der Diskussion um die Frage der Sklaverei, wieder aktuell. Schließlich entluden sich alle Spannungen dann ab 1861 im Bürgerkrieg. Gouverneur Hayne konnte nach Ablauf seiner zweijährigen Amtszeit nicht unmittelbar wiedergewählt werden, weil die Verfassung keine zwei zusammenhängende Amtszeiten erlaubte.

## Weitere Karriere
Nach dem Ausscheiden aus dem Amt des Gouverneurs wurde Hayne von 1835 bis 1837 Bürgermeister von Charleston. Er war außerdem noch Präsident einer Eisenbahngesellschaft und förderte den Bau einer Eisenbahn, die South Carolina mit dem Ohio Valley verbinden sollte. Dieser Plan scheiterte aber infolge der Wirtschaftskrise von 1837 aus finanziellen Gründen.